# Onthaaktang

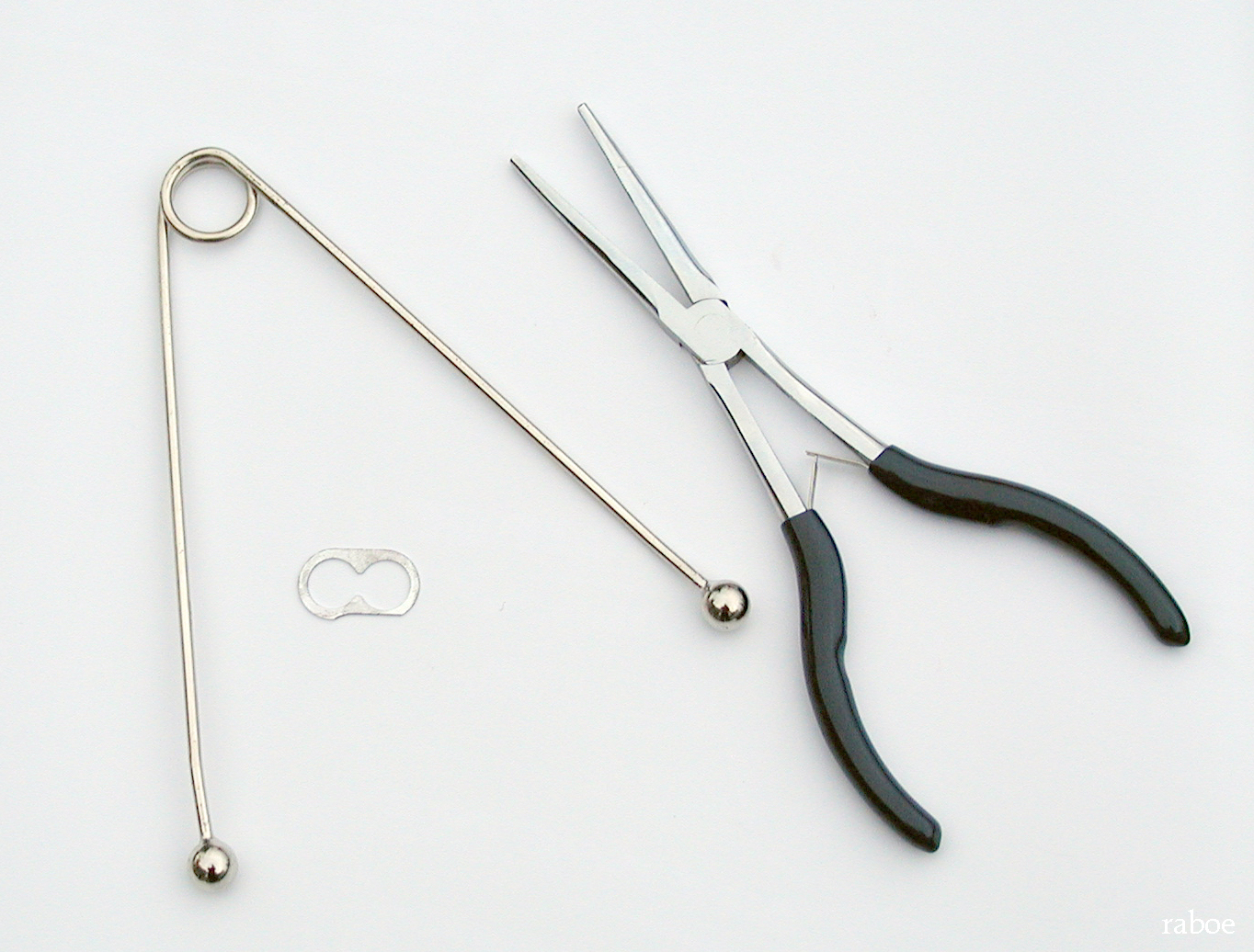
Hengelsportaccessoires: een hulpmiddel om de vissenbek open te houden (links) en een onthaaktang

Een onthaaktang is een stuk gereedschap om een vis te onthaken. Met deze tang wordt de vishaak uit de kaak of het gehemelte van een gevangen vis gehaald.